# 哈里·豪威爾 (棒球選手)
哈里·泰勒·豪威爾（英語：Harry Taylor Howell，1876年11月14日 –1956年5月22日）曾是美國職業棒球投手，曾先後效力過新郎、金鶯、超霸、高地人與布朗等隊。

## 1910年打擊王爭議
這年泰·柯布和納普·拉傑威在角逐打擊王頭銜。而布朗隊總教練Jack O'Connor非常討厭柯布，因此他在面對印地安人隊的比賽中，要求菜鳥三壘手Red Corriden直接站在左外野防區。拉傑威也因此在比賽中連續5次以短打成功上壘，不過最後一次以守備失誤上壘。最後柯布仍以些微差距險勝拉傑威，O'Connor和豪威爾甚至嘗試賄賂數據計算員希望能把拉傑威最後一個打席算成安打。然而聯盟主席強森最終宣布，柯布以3成85069的打擊率贏過拉傑威的3成84095(雖然查莫公司仍各送一輛汽車給了這兩位球員)。布朗隊老闆Robert Hedges聽到此一消息後，震怒之下將O'Connor和豪威爾開除。雖然沒有明文規定，但是他們倆也幾乎等於被終身禁賽。
1981年，研究發現柯布某一場比賽被重複計算兩次。他在那場比賽敲出2支安打卻被計成4支安打，經過調整後，柯布的打擊率下降至3成83399，以0.007的差距輸給拉傑威。

## 外部連結
- 球員資訊和成績在Baseball-Reference，Baseball-Reference (Minors)（英文）, or Retrosheet
- 在Find a Grave上的哈里·豪威爾 (棒球選手)

1. ↑  Sallee, Eric. . SABR.   [2020-12-19]. （原始内容存档于2018-02-23）.